# Highland Glory
Highland Glory – zespół muzyczny z Norwegii grający melodyjny power metal.

## Muzycy
Obecny skład zespołu
- Knut E. Tøftum - gitara basowa (od 2001)
- Lars Andre Larsen - gitara, instrumenty klawiszowe (od 2001)
- Jack R. Olsen - gitara (od 2001)
- Morten Færøvig - perkusja (od 2002)
- Trine Elise Johansen - śpiew (od 2008)

Byli członkowie zespołu
- Asgeir Mickelson - perkusja (2001)
- Jan Thore Grefstad - śpiew (2001-2007)

## Dyskografia
- From the Cradle to the Brave (2002, Massacre Records)
- Forever Endeavour (2005, Massacre Records)
- Twist of Faith (2011, FaceFront Records)